# Herbert Alan Sparling
Herbert Alan Sparling, kanadski general in vojaški diplomat, * 1907, † 1995.